# Open Air Buss
Open Air Buss är en busstyp utan tak och fönster. Bussen används vanligtvis för sightseeingändamål då den med sin öppna design gör sig särskilt lämpad att föras fram i lägre hastigheter och innebär även en ohindrad utsikt för dess passagerare.
Istället för fönster skyddas passagerarna vanligtvis av s.k. rails vilket är en form av staket av stål som löper längs sidorna av bussen. 
Bussen finns i flera olika utföranden och finns i varianter helt utan tak, med ett avtagbart tag av hard top modell eller med avtagbart tak av soft top modell.
Bussen är på grund av sin utformning vanligt förekommande i länder med varmare klimat då den inte erbjuder fullt skydd för passagerarna vid regn och kyla till skillnad mot bussar av Open Top modell